# Субашич, Даниел
Да́ниел Су́башич (хорв. Danijel Subašić; род. 27 октября 1984, Задар, СФРЮ) — хорватский футболист, вратарь. Участник чемпионатов мира 2014 и 2018 годов, чемпионатов Европы 2012 и 2016 годов. Серебряный призёр чемпионата мира 2018 года.

## Клубная карьера

### Хорватия
Субашич начал свою профессиональную карьеру, играя за клуб из родного города Задар в течение сезона 2003/04. После вылета «Задара» из высшего дивизиона в конце сезона 2005/06 он стал игроком основного состава во время пребывания клуба во Втором дивизионе Хорватии.

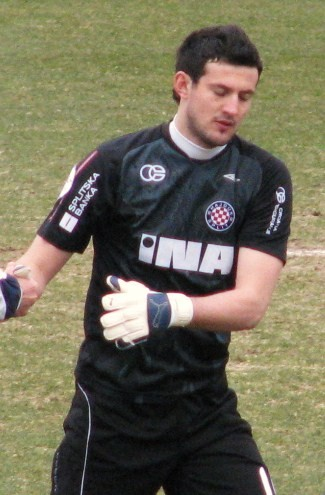
Субашич в составе «Хайдука»

Летом 2008 года он был отдан в аренду в «Хайдук» и сразу стал основным вратарём, появившись во всех 18 матчах лиги в первой половине сезона 2008/09. Во время зимнего перерыва в сезоне клуб решил выкупить игрока. Субашич сохранил своё место в составе во второй половине сезона, проведя ещё 13 матчей за клуб. В начале сезона он также сыграл три матча за клуб в квалификации Кубка УЕФА, дебютировав в игре против мальтийской «Биркиркары», «Хайдук» одержал разгромную победу со счётом 4:0.
Во время своего второго сезона в «Хайдуке», в 2009/10 годах, он провёл в общей сложности 28 матчей, а также ещё два выступления в квалификации Лиги Европы, кроме того, помог клубу выиграть Кубок Хорватии.
В 2010/11 сезоне он сыграл 20 матчей в лиге. Он получил травму колена в начале ноября, которая вывела его из строя незадолго до Нового года. Но он не потерял место в основе, оправившись после травмы. В том сезоне «Хайдук» также имел право на участие в Лиге Европы, где Даниэль остался на скамейке запасных только на один матч. Особенно хорошо он зарекомендовал себя в матче с «Зенитом», где, несмотря на проигрыш команды, сделал много трудных сейвов, в том числе парировал пенальти от Алессандро Розины.

### «Монако»
В январе 2012 года в борьбу за Субашича вступил французский клуб «Монако» из Лиги 2. Поначалу на игрока претендовал ещё немецкий клуб «Шальке», но в итоге Субашич всё-таки отправился во Францию. Контракт был подписан на четыре с половиной года при содействии одного из лучших хорватских менеджеров по трансферам, Марко Налетилича. Сам Субашич был очень доволен своим переходом и пообещал сделать всё возможное, чтобы в следующем сезоне клуб вернулся в высший дивизион. Он сыграл 17 матчей за клуб в течение 2011/12 сезона, причём в пяти из них не пропустил ни единого гола. В последнем туре сезона он забил победный гол со штрафного, чем помог команде одержать выездную победу со счётом 2:1 над «Булонью». В новом сезоне Субашич сыграл важную роль в победе команды в Лиге 2 и выходе в высший дивизион. Он пропустил лишь три матча чемпионата. 10 августа 2013 года он дебютировал в Лиге 1 за «Монако» в победном матче против «Бордо» (2:0). После повышения он остался основным вратарём, четыре раза отстояв «на ноль» и проведя 11 туров с «Монако» без поражений. Субашич сыграл 35 матчей в Лиге 1, а «Монако» занял второе место в 2013/14 сезоне. В 2014/15 сезоне Субашич не пропускал в чемпионате восемь матчей подряд. 8 февраля 2015 года его серия без пропущенных голов закончилась в выездном матче против «Генгама», составив 842 минуты.
11 марта 2017 года на 84-й минуте домашнего матча с «Бордо» Субашич, выбивая мяч, попал в Диего Ролана, от которого тот влетел в пустые ворота, тем не менее «Монако» выиграл со счётом 2:1. В сезоне 2016/17 Субашич сыграл важную роль в первом чемпионском титуле команды за 17 лет, а также выходе в полуфинал Лиги чемпионов, за это он был признан голкипером года Лиги 1.
«Монако» закончил сезон 2017/18 на втором месте. Клуб уже пятый раз подряд финишировал на подиуме в Лиге 1. Субашич провёл первую треть сезона 2018/19, не сыграв ни в одном официальном матче из-за сложного восстановления после травмы, которую получил в полуфинале чемпионата мира против сборной Англии. В ходе чемпионата клуб дважды менял тренеров и был близок к понижению в классе.
В сезоне 2019/20 Субашич получил конкурента по позиции в лице новичка Бенжамена Леконта. Хорват сыграл свой первый матч в декабре в Кубке Лиги против «Лилля» (поражение 0:3), а четыре дня спустя получил красную карточку, находясь на скамейке, в игре с тем же соперником. В межсезонье клуб возглавил Роберт Морено, который отдавал предпочтение Лекомту.
8 июня 2020 года по истечении контракта Субашич покинул «Монако».

### Возвращение в «Хайдук»
22 сентября 2021 года после года без клуба Субашич вернулся в «Хайдук». 28 мая 2023 года объявил об окончании карьеры.

## Карьера в сборной

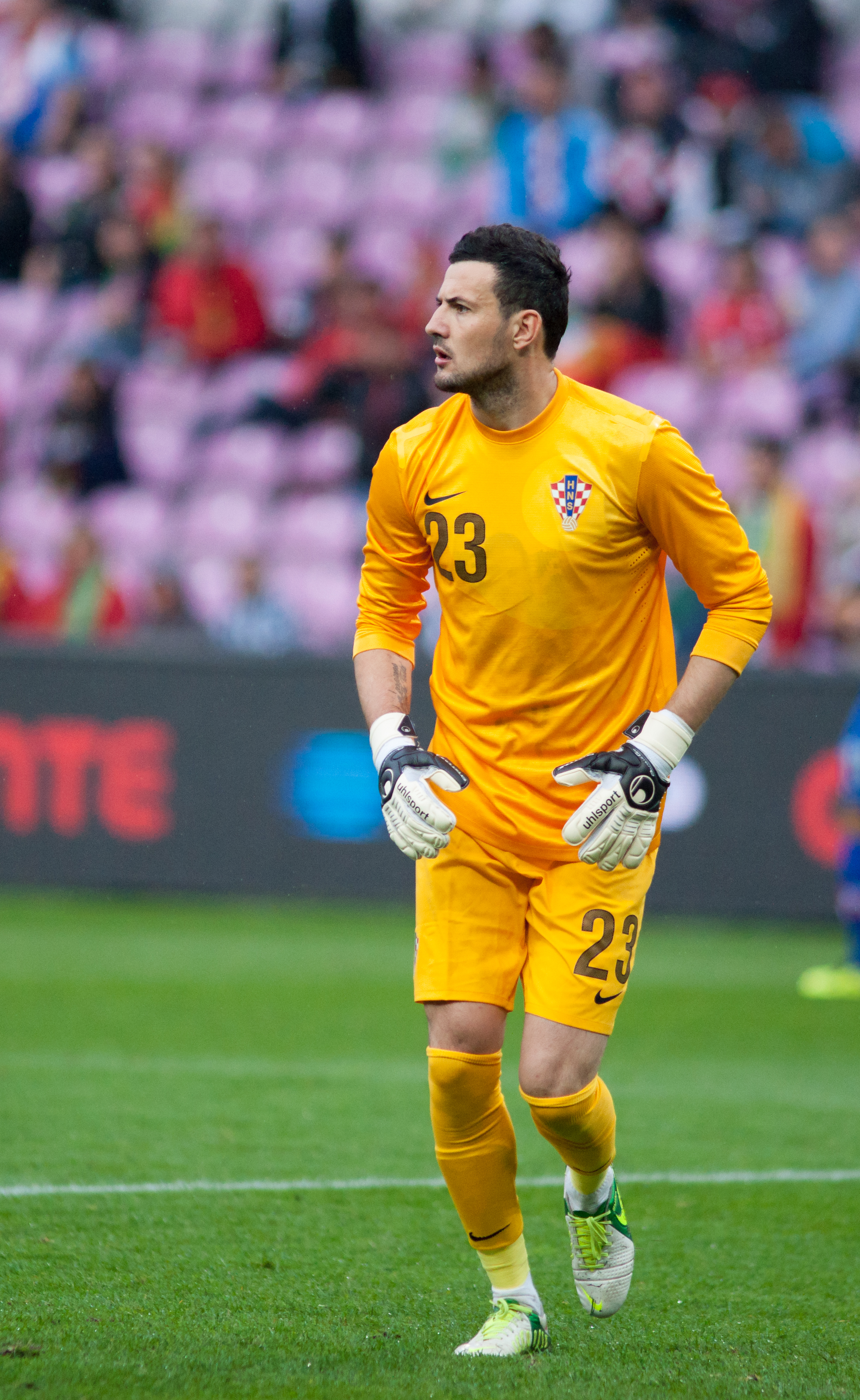
Субашич в матче против Португалии (10 июня 2013)

Субашич дебютировал в сборной Хорватии до 21 года в товарищеском матче со сборной Дании 1 марта 2006 года. В том же году он сыграл в общей сложности шесть международных матчей за команду, в том числе два в квалификации к Чемпионату Европы по футболу среди молодёжных команд 2007.
В 2009 году он был призван в национальную сборную Хорватии и дебютировал 14 ноября 2009 года в товарищеском матче со сборной Лихтенштейна в Винковцы, отстоял все 90 минут и оставил ворота Хорватии сухими (победа 5:0). В мае 2010 года он сыграл ещё два международных товарищеских матча, оба на выезде против Австрии и Эстонии, снова не пропустив ни в одной из игр. Однако на Евро-2012 Субашич был лишь третьим голкипером сборной после Стипе Плетикосы и Ведрана Рунье. После ухода Плетикосы из сборной в 2014 году Субашич стал основным вратарём Хорватии.
В мае 2018 года он попал в заявку сборной Хорватии на чемпионат мира по футболу 2018 года в России. Субашич сыграл ключевую роль в матче 1/8 финала Хорватии против Дании, где он отбил три пенальти в серии 11-метровых. Однако он не стал лучшим игроком матча, этот титул достался его сопернику Касперу Шмейхелю. Субашич отразил один из пенальти в послематчевой серии со сборной России в 1/4 финала, благодаря чему его команда вновь победила. Даниел защищал ворота своей сборной и в финальном матче со сборной Франции. Хорватская команда проиграла со счётом 2:4 и стала серебряным призёром чемпионата мира.
В августе 2018 года футболист объявил о завершении карьеры в сборной Хорватии.

## Личная жизнь
Отец Даниела является православным сербом из Хорватии, его мать — хорватка римско-католической веры, в девичестве Бркляча, родом из села Раштевич, рядом с Бенковацем. Изначально Субашича не принял тесть, так как считал его сербом, но Субашич заявил СМИ, что он «хорват и католик» и что его отец не имеет «никакого отношения к Сербии … он является хорватом православной веры».
Одним из близких друзей Субашича был Хрвое Чустич, с которым он играл за молодёжную и взрослую команду футбольного клуба «НК Задар». 29 марта 2008 года Чустич, борясь за летевший в аут мяч после подачи Субашича, получил тяжелую черепно-мозговую травму, от которой позже скончался. С тех пор Субашич надевает футболку с фотографией Чустича на все свои матчи, нося её под вратарской формой.

## Достижения

### Командные
«Хайдук» Сплит
- Обладатель Кубка Хорватии: 2009/10

«Монако»
- Чемпион Франции: 2016/17
- Победитель Лиги 2: 2012/13

Сборная Хорватии
- Вице-чемпион мира: 2018

### Личные
- Вратарь года Лиги 1: 2017
- Орден Князя Бранимира: 2018[32]